# Александровская церковь (Уфа)
Александровская церковь (Храм Святого Благоверного князя Александра Невского) — уничтоженный православный храм Уфы в Новой Уфе.
Располагалась на Александровском холме, в центре Александровской площади. Одна из первых каменных церквей города. Составляла единый ансамбль Александровской площади вместе с комплексом корпусов казарм внутренней стражи Уфимского гарнизона. Называлась уфимцами Александровской в память об Императоре Александре I. Считалась приходской.

## Описание
Одноглавая церковь с колокольней (8 колоколов) в стиле позднего классицизма по проекту итальянского архитектора Луи Висконти.

## История
В 1803 году гражданским губернатором Оренбургской губернии Алексеем Александровичем Врасским разработан и представлен императору Александру I проект новой планировки Уфы. Планировку произвёл губернский архитектор Д. М. Дельмедико. Дальнейшая судьба плана неизвестна.
После пожара 1816 года, шотландский архитектор на российской службе Вильям Гесте составил первый генеральный план города на территории 667,5 га. В декабре 1817 года он приезжал в Уфу, и вместе с губернским землемером В. К. Сметаниным внёс поправки в план. В этом виде правительство утвердило проект 3 марта 1819 года.
Согласно плану Гесте, на безымянном холме устраивалась церковь, вокруг которой располагалась четвёртая городская площадь, в нарушение градостроительных правил XIX века, асимметрично главной Соборной и Верхнеторговой площадям Уфы. В мае 1823 года улицу, которая соединяла две площади (Верхнеторговую и Александровскую), к приезду Императора Александра I было решено назвать Александровской. Средство на постройку церкви выделило Уфимское Дворянское собрание.
Церковь заложена утром 18 сентября 1824 года. Первый закладной камень из белого известняка, на котором записаны дата, время и место основания церкви, заложен Императором Александром I, в память посещения им Уфы. По окончании церемонии, Император выбрал место для казарм Уфимского линейного батальона внутренней стражи (построены к 1839 году). Выстроена к 1835 году.
26 сентября 1836 года епископом Оренбургским и Уфимским Иоанникием освящен единственный главный престол во имя Святого Благоверного князя Александра Невского.
В 1848 году территория церкви окружена чугунной оградой каслинского литья с каменными столбами. В 1868 году установлен трёхъярусный иконостас.
В 1881 году при церкви открыто попечительство о бедных.
В конце XIX века — перестроена. В 1897 году освящён правый придел во имя Святого Великомученика Пантелеймона, в 1899 году — левый придел во имя Святой Великомученицы Екатерины, в котором находилась копия иконы Казанской Божией Матери, с которой ежегодно проводился крестный ход в село Богородское.
В 1916 году Восточно-русским культурно-просветительным обществом при храме организована воскресная школа для взрослых.
В 1931 году храм закрыт Постановлением Президиума госсовета от 15 мая 1931 года, и позднее, в 1932 году, снесён простым разбором. В 1934 году на фундаменте храма и при церковном кладбище с могилами священников начато строительство Дворца социалистической культуры по проекту В. Д. Кокорина: обнаруженные подземные ходы снесённого храма были залиты бетоном. В 1941 году в недостроенное здание въехал эвакуированный из Рыбинска завод низковольтной аппаратуры (впоследствии получивший в народе название «Горелый завод»).
В 1980–1985 годах здание реконструировано по проекту архитекторов Р. И. Кирайдта и P. P. Авсахова, где расположился Башкирский областной совет профсоюзов, и получило новое соответствующее название — Дворец профсоюзов. Ныне, в здании № 1 по улице Кирова, расположена Федерация профсоюзов Республики Башкортостан, а сами помещения сдаются под офисы.
В 2015 году здание Дворца профсоюзов объявлено объектом культурного наследия регионального значения как Дом союзов.

## Настоятели
С 1861 года настоятелем стал П. Несмелов, в 1867–1876 годах — И. Темперов, в 1878–1903 годах — М. Светловзоров.

## Галерея

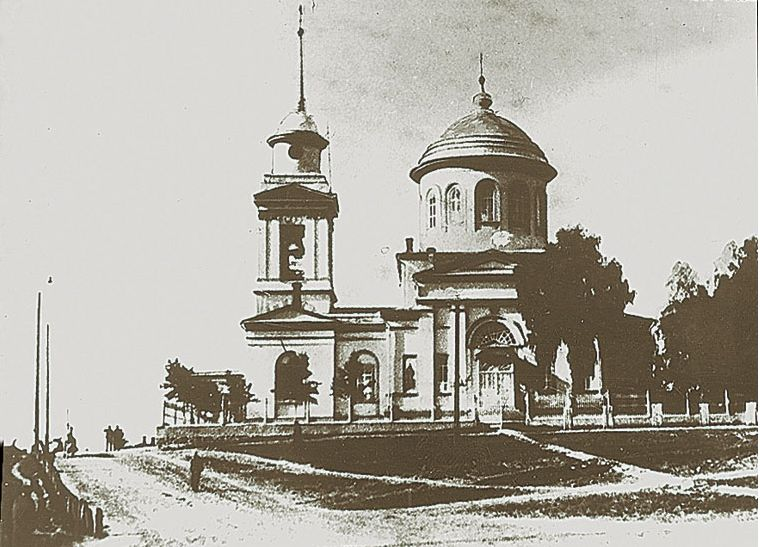
Александровская церковь с юга Александровской площади со стороны улицы Карла Маркса (Фотография)
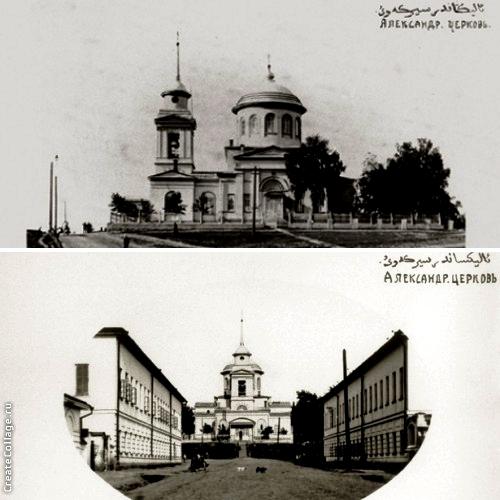
Александровская церковь (внизу) со стороны перекрёстка улиц Гоголя и Красина, видны северный и южный корпуса казарм внутренней стражи (Фотографии)
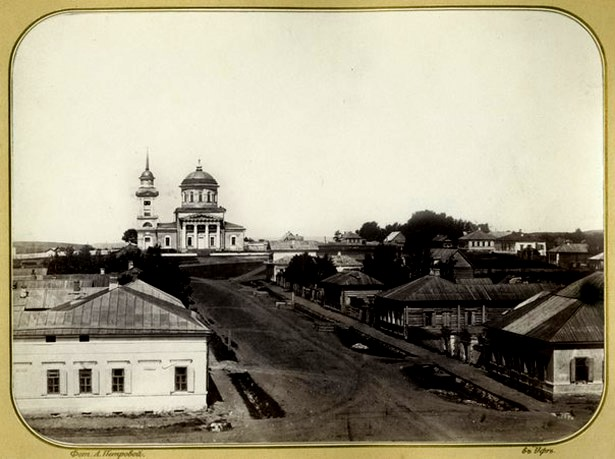
Александровская церковь с колокольни Второй пожарно-полицейской части Уфы, ныне — бизнес-центр «Капитал» по улице Карла Маркса, 37 корпус 1 (Фотография А. Петровой)
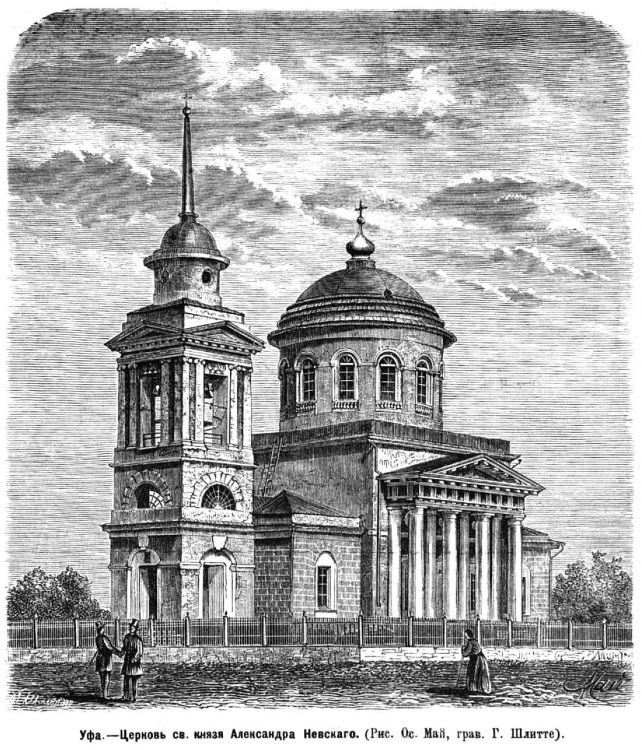
Александровская церковь с юго-запада Александровской площади (Гравюра 1872 года, фрагмент книги)
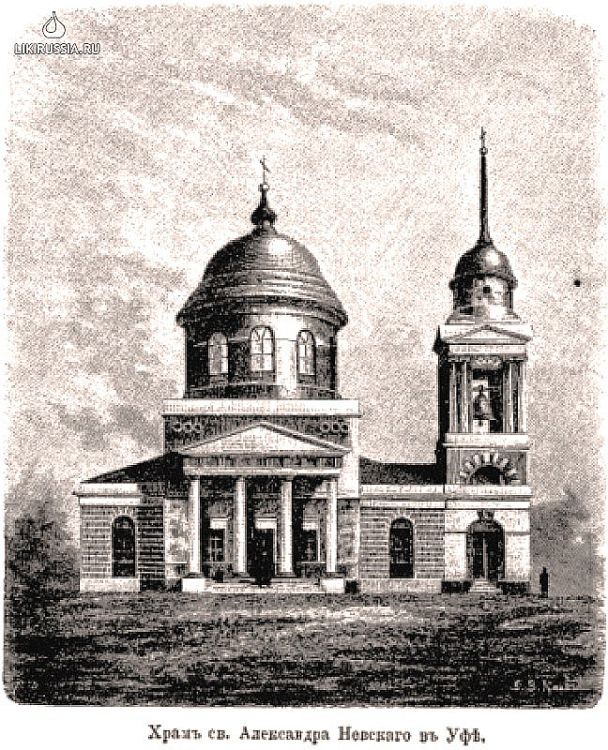
Александровская церковь с севера Александровской площади со стороны улицы Карла Маркса (Гравюра, фрагмент книги)
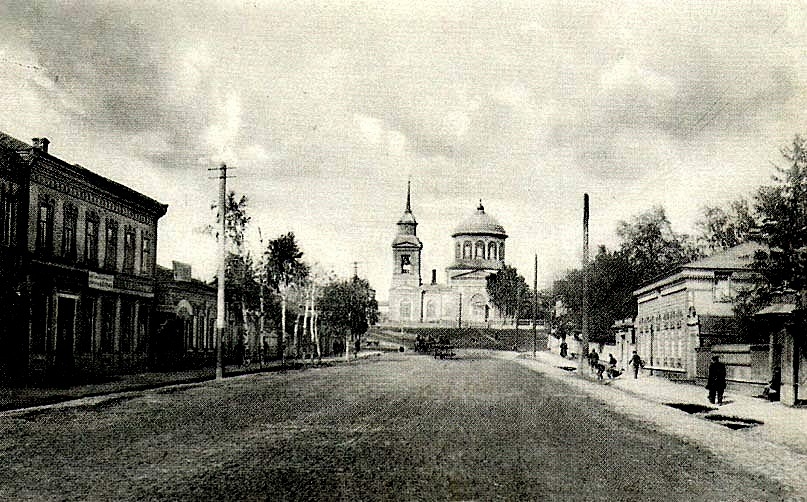
Александровская церковь со стороны перекрёстка улиц Карла Маркса и Чернышевского (открытке)
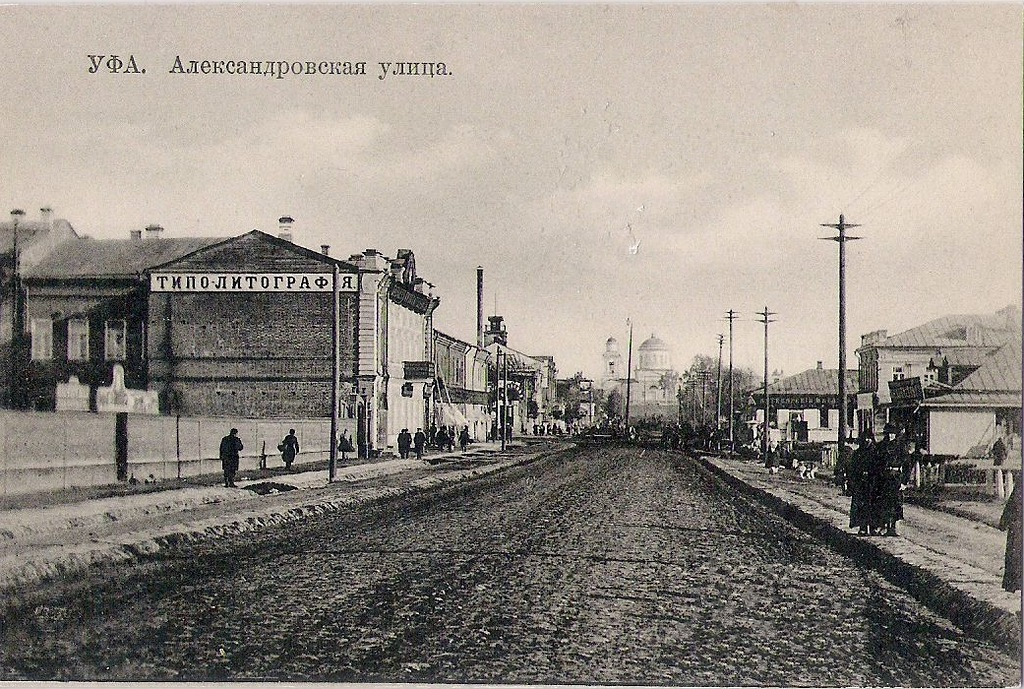
Александровская улица: на горизонте Александровская церковь (Открытка)
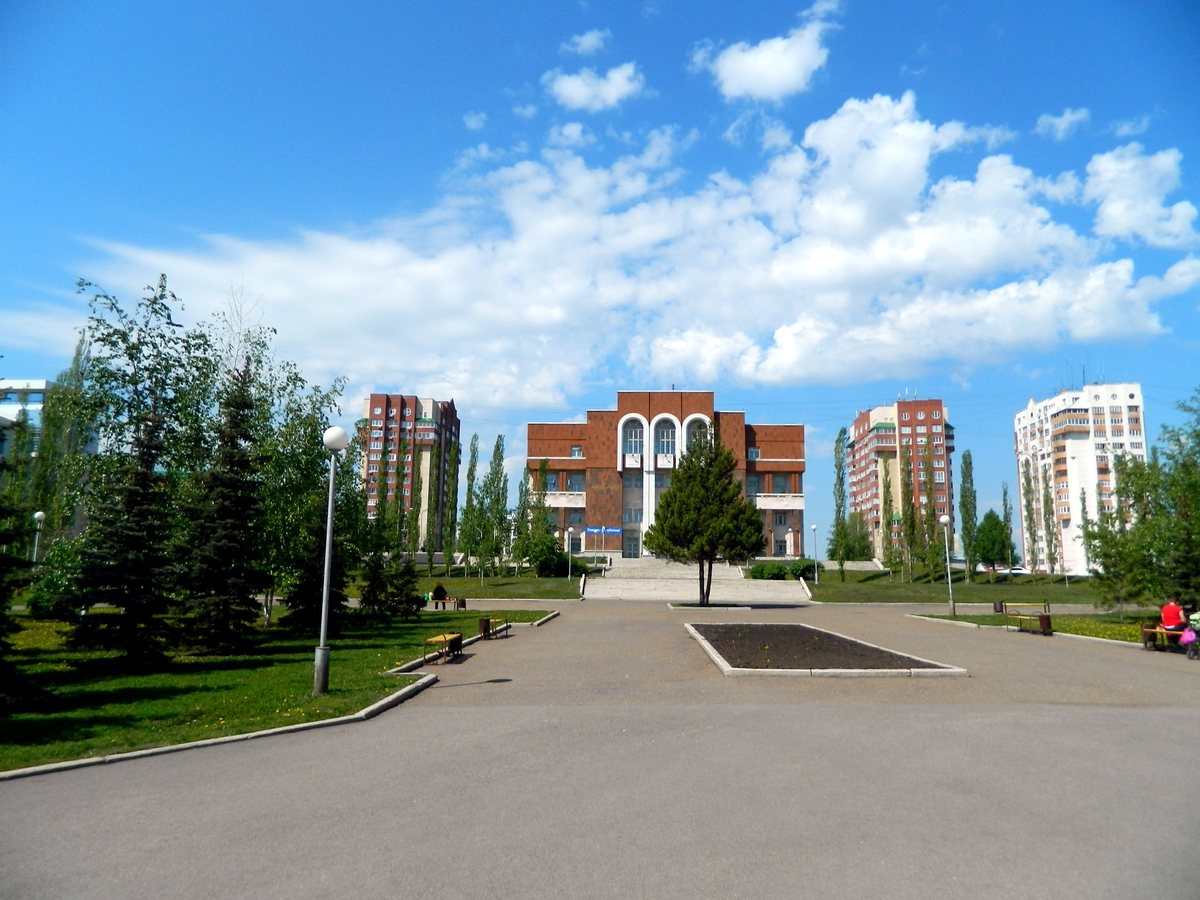
Александровская площадь и Дворец профсоюзов со стороны перекрёстка улиц Мустая Карима и Кирова (Фотография)